# Cryptolabis magnistyla
Cryptolabis magnistyla är en tvåvingeart som beskrevs av Alexander 1962. Cryptolabis magnistyla ingår i släktet Cryptolabis och familjen småharkrankar. Inga underarter finns listade i Catalogue of Life.